# Pierre Rimbert (journaliste)
Pour les articles homonymes, voir Pierre Rimbert.
 (juin 2021).
Pierre Rimbert est un sociologue et journaliste français du Monde diplomatique. 
Il est également chercheur au Centre de sociologie européenne et au Centre d'études de l'emploi en 2004.

## Biographie
Pierre Rimbert collabore au Monde diplomatique dont il devient rédacteur en chef adjoint en juin 2010. Il est également membre de l'association d'analyse et de critique des médias Acrimed ainsi que du journal Le Plan B, héritier du périodique Pour lire pas lu, dont il était l'un des fondateurs.
Il est co-scénariste du film Les Nouveaux Chiens de garde, d'après l'essai du même nom de Serge Halimi, portant sur la critique des médias.

## Libération, de Sartre à Rothschild
Pierre Rimbert a publié en 2005 aux éditions Liber-Raisons d'agir un ouvrage consacré au quotidien Libération, intitulé Libération, de Sartre à Rothschild, dans lequel il veut mettre en relief, ce qu'il désigne comme une dérive progressive du journal fondé en 1973 par Jean-Paul Sartre. Délaissant la question sociale, le quotidien finit, selon Pierre Rimbert, par ne s'intéresser qu'aux questions sociétales (liberté sexuelle, anti-racisme etc.) tandis que son point de vue économique se droitise, comme l'illustrent ses positions lors du plan Juppé de 1995. 
Pour l'auteur, l'entrée d'Édouard de Rothschild dans le capital du quotidien marque sa chute finale et l'échec cuisant du système mis en place par son directeur Serge July, que Pierre Rimbert peint comme l'un des principaux responsables de la dérive économique et idéologique du quotidien.

## Publications
- Libération de Sartre à Rothschild, Liber-Raisons d'agir, 18 novembre 2005, 141 p. (ISBN 978-2912107251).